# Bugs Bunny fait la nique aux Nippons
Pour plus de détails, voir Fiche technique et Distribution.
Bugs Bunny fait la nique aux Nippons (Bugs Bunny Nips the Nips) est un dessin animé Merrie Melodies réalisé par Friz Freleng, mettant en scène Bugs Bunny, produit par les Leon Schlesinger Productions et sorti en 1944. Le cartoon, de propagande de guerre, montre des attitudes racistes de l'Amérique de l'époque en présentant une image stéréotypée des soldats japonais. Le dessin animé est sorti le 22 avril 1944.

## Synopsis
Bugs Bunny fait naufrage sur une île du Pacifique et y rencontre des soldats japonais. Il se bat contre eux en utilisant diverses astuces. Une scène montre Bugs Bunny distribuant des barres de crème glacée farcies de grenades aux soldats japonais affamés, les qualifiant de « visage de singe » et « yeux bridés ». Après une pause, nous entendons les grenades qui explosent.

## Fiche technique
- Titre original : Bugs Bunny Nips the Nips
- Réalisation : Friz Freleng
- Scénariste : Tedd Pierce
- Production : Leon Schlesinger Studios
- Langue : anglais
- Date de sortie : 22 avril 1944
- Genre : Dessin animé
- Durée : 8 minutes